# 桑楚尼亚松
桑楚尼亚松 （Sanchuniathon或Sancuniates，活动时期公元前14或前13世纪？）古代腓尼基作家，生平事迹不详。公元1世纪比布罗斯的斐罗（Philo of Byblos）曾声称他从原文译出了桑楚尼亚松的《腓尼基》一书。